# Bitwa pod Akwileją
Bitwa pod Akwileją – starcie zbrojne, które miało miejsce w roku 340 n.e. w czasie wojny między Konstantynem II a Konstansem.
Po śmierci Konstantyna I Imperium podzielone zostało pomiędzy synów cesarza. Panonia, Italia i Afryka przypadły w udziale Konstansowi, Konstantyn II uzyskał Hiszpanię, Galię i Brytanię, Konstancjusz II zaś Trację, Egipt oraz Azję. W roku 340 doszło do sporu pomiędzy Konstantynem II, a jego młodszym bratem Konstansem o Afrykę i Italię. Konstantyn zdecydował się rozwiązać spór za pomocą oręża i po przekroczeniu Alp wkroczył do Italii. Po drodze rozgłaszał, że idzie na pomoc Konstancjuszowi II walczącemu z Persami. Po drodze jego armia wpadła jednak z zasadzkę wojsk Konstansa w rejonie Akwilei. W bitwie pod miastem wojsko Konstantyna poniosło klęskę, a on sam zginął podczas odwrotu w wodach rzeki Alsy. Dzięki temu zwycięstwu Konstans objął rządy nad wszystkimi ziemiami należącymi do jego poległego brata.